# Gratwickia
Gratwickia là một chi thực vật có hoa trong họ Cúc (Asteraceae).

## Loài
Chi Gratwickia gồm các loài: